# Elias Xitavhudzi
Elias Xitavhudzi (?; Unión Sudáfricana - 14 de noviembre de 1960, Unión Sudáfricana) apodado Pangaman fue un asesino en serie que mató a 16 personas en Atteridgeville, Sudáfrica a mediados de los años cincuenta. Sus objetivos eran solamente mujeres blancas en medio de una comunidad marcada por la segregación y que causó terror en el país. 
Antes de su captura, se le puso el nombre de "Pangaman" (panga es el vocablo local que significa machete, utensilio con el que degollaba a sus víctimas). Una vez detenido, fue condenado a la pena de muerte y ejecutado el 4 de noviembre de 1960.
Xitavhudzi fue el segundo de una serie de media docena de asesinos en serie que han asolado la ciudad de Atteridgeville.